# Gonocaryum sleumeri
Gonocaryum sleumeri là một loài thực vật có hoa trong họ Cardiopteridaceae. Loài này được Villiers mô tả khoa học đầu tiên năm 1997.